# 모델 컨텍스트 프로토콜

MCP 클라이언트와 서버간의 관계

모델 컨텍스트 프로토콜(Model Context Protocol, MCP)은 인공지능 회사 앤트로픽이 대규모 언어 모델(LLM) 애플리케이션이 외부 도구, 시스템 및 데이터 소스와 상호 작용할 수 있도록 개발한 개방형 표준이다. AI 어시스턴트와 소프트웨어 환경 간의 컨텍스트 교환을 표준화하도록 설계된 MCP는 파일 읽기, 함수 실행 및 컨텍스트 기반 프롬프트 처리를 위한 모델 불가지론적인 인터페이스를 제공한다. 2024년 11월 앤트로픽에 의해 공식적으로 발표되고 오픈 소스로 공개되었으며, 이후 오픈AI 및 구글 딥마인드를 포함한 주요 AI 제공업체에 의해 채택되었다.

## 배경
클로드 언어 모델 제품군 개발로 알려진 앤트로픽은 LLM과 타사 시스템 통합의 복잡성 증가를 해결하기 위해 MCP를 도입했다. MCP 이전에는 개발자가 각 데이터 소스 또는 도구에 대해 사용자 정의 커넥터를 구축해야 하는 경우가 많았으며, 이로 인해 앤트로픽은 "N×M" 통합 문제라고 설명했다.
MCP는 이 문제에 대한 응답으로 설계되었으며, 모든 AI 어시스턴트를 구조화된 도구 또는 데이터 계층과 인터페이스하기 위한 범용 프로토콜을 제공한다. 이 프로토콜은 파이썬, 타입스크립트, 자바, C#을 포함한 여러 언어로 SDK와 함께 출시되었다.
MCP의 초기 채택자에는 블록(이전 스퀘어), 아폴로, 소스그래프가 포함되었으며, 이들 모두 사내 AI 시스템이 독점 지식 베이스 및 개발 도구에 액세스하도록 허용하기 위해 이 프로토콜을 사용했다. 오늘날에는 LLM과 다양한 애플리케이션의 통합을 허용하는 많은 MCP 서버가 존재한다.

## 응용 분야
MCP는 소프트웨어 개발, 기업 환경, 자연어 자동화 등 다양한 사용 사례에 적용되었다.
- 소프트웨어 개발: Zed와 같은 IDE, Replit와 같은 플랫폼, 소스그래프와 같은 코드 인텔리전스 도구는 코딩 어시스턴트가 실시간 코드 컨텍스트에 액세스할 수 있도록 MCP를 통합했다.[5]
- 기업 어시스턴트: 블록 및 아폴로와 같은 회사는 MCP를 사용하여 사내 어시스턴트가 독점 문서, CRM 시스템 및 회사 지식 베이스에서 정보를 검색할 수 있도록 한다.[1]
- 자연어 데이터 액세스: AI2SQL과 같은 애플리케이션은 MCP를 활용하여 모델을 SQL 데이터베이스에 연결하고, 평이한 언어 쿼리를 가능하게 한다.
- 데스크톱 어시스턴트: 클로드 데스크톱 앱은 로컬 MCP 서버를 실행하여 어시스턴트가 파일을 읽거나 시스템 도구와 안전하게 상호 작용할 수 있도록 한다.[4]
- 다중 도구 에이전트: MCP는 여러 도구(예: 문서 조회 + 메시징 API)를 포함하는 에이전트 기반 AI 워크플로우를 지원하여 분산된 리소스에 대한 연쇄적 사고 추론을 가능하게 한다.

## 채택
2025년 3월 26일, 오픈AI는 에이전트 SDK 및 ChatGPT 데스크톱 애플리케이션 전반에 걸쳐 MCP 지원을 발표했다. CEO 샘 올트먼은 "사람들은 MCP를 좋아하며 우리 제품 전반에 걸쳐 지원을 추가하게 되어 기쁩니다."라고 말했다.
2주 후, 구글 딥마인드의 CEO인 데미스 허사비스는 다가오는 제미나이 모델 및 관련 인프라에서 MCP 지원을 확인하고, 이 프로토콜을 "에이전트 기반 AI를 위한 빠르게 부상하는 개방형 표준"이라고 설명했다.
2025년 중반까지, 슬랙, 깃허브, PostgreSQL, 구글 드라이브, 스트라이프에 대한 커뮤니티 유지 관리 커넥터를 포함하여 수십 개의 MCP 서버 구현이 출시되었다.

## 반응
더 버지는 MCP가 맥락을 인식하고 다양한 소스로부터 안전하게 데이터를 가져올 수 있는 AI 에이전트에 대한 수요 증가를 해결한다고 보도했다. 개발자들은 깃허브 및 해커 뉴스 같은 플랫폼에서 플러그 앤 플레이 아키텍처와 모델 불가지론적인 설계를 칭찬했다.
오픈AI, 구글 딥마인드 및 Zed, 소스그래프와 같은 도구 제작자에 의한 이 프로토콜의 빠른 채택은 그 유용성에 대한 합의가 커지고 있음을 시사한다.

## 같이 보기
- 앤트로픽
- 클로드 (언어 모델)
- 오픈AI
- 구글 딥마인드
- LangChain
- 소프트웨어 에이전트
- 인공 일반 지능